# Abat Aimbetov
Abat Aimbetov (en kazajo: Абат Қайратұлы Айымбетов; Kyzylorda, 7 de agosto de 1995) es un futbolista kazajo que juega en la demarcación de delantero para el Adana Demirspor de la Superliga de Turquía.

## Selección nacional
Tras jugar con la selección de fútbol sub-17 de Kazajistán y la sub-21, hizo su debut con la selección absoluta el 8 de junio de 2019 en un partido de clasificación para la Eurocopa 2020 contra Bélgica que finalizó con un resultado de 3-0 a favor del combinado belga tras los goles de Dries Mertens, Timothy Castagne y Romelu Lukaku.

### Goles internacionales
| # | Fecha                   | Estadio                                               | Oponente               | Gol | Resultado | Competición                         |
| - | ----------------------- | ----------------------------------------------------- | ---------------------- | --- | --------- | ----------------------------------- |
| 1 | 7 de septiembre de 2020 | Estadio Central, Almatý, Kazajistán                   | Bielorrusia            | 1–1 | 1–2       | Liga de Naciones de la UEFA 2020-21 |
| 2 | 18 de noviembre de 2020 | Estadio Central, Almatý, Kazajistán                   | Lituania               | 1–0 | 1–2       | Liga de Naciones de la UEFA 2020-21 |
| 3 | 3 de junio de 2022      | Astana Arena, Nursultán, Kazajistán                   | Azerbaiyán             | 1–0 | 2–0       | Liga de Naciones de la UEFA 2022-23 |
| 4 | 3 de junio de 2022      | Astana Arena, Nursultán, Kazajistán                   | Azerbaiyán             | 2–0 | 2–0       | Liga de Naciones de la UEFA 2022-23 |
| 5 | 10 de junio de 2022     | Estadio Karađorđe, Novi Sad, Serbia                   | Bielorrusia            | 0–1 | 1–1       | Liga de Naciones de la UEFA 2022-23 |
| 6 | 19 de noviembre de 2022 | Estadio Jeque Zayed, Abu Dabi, Emiratos Árabes Unidos | Emiratos Árabes Unidos | 2-1 | 2–1       | Amistoso                            |
| 7 | 26 de marzo de 2023     | Astana Arena, Astaná, Kazajistán                      | Dinamarca              | 3–2 | 3–2       | Clasificación para la Eurocopa 2024 |
| 8 | 19 de junio de 2023     | Windsor Park, Belfast, Irlanda del Norte              | Irlanda del Norte      | 0–1 | 0–1       | Clasificación para la Eurocopa 2024 |
| 9 | 17 de noviembre de 2023 | Astana Arena, Astaná, Kazajistán                      | San Marino             | 3–1 | 3–1       | Clasificación para la Eurocopa 2024 |

## Clubes
| Club                           | País       | Año       | Partidos | Goles |
| ------------------------------ | ---------- | --------- | -------- | ----- |
| F. C. Aktobe                   | Kazajistán | 2012-2019 | 124      | 25    |
| F. C. Kairat                   | Kazajistán | 2020      | 22       | 10    |
| P. F. C. Krylia Sovetov Samara | Rusia      | 2021      | 0        | 0     |
| F. C. Astana (cedido)          | Kazajistán | 2021      | 23       | 9     |
| F. C. Astana                   | Kazajistán | 2022-2024 | 66       | 20    |
| Adana Demirspor                | Turquía    | 2024-     | 36       | 6     |

## Palmarés

### Campeonatos nacionales
| Título                     | Club         | País       | Año  |
| -------------------------- | ------------ | ---------- | ---- |
| Liga Premier de Kazajistán | F. C. Aktobe | Kazajistán | 2013 |
| Supercopa de Kazajistán    | F. C. Aktobe | Kazajistán | 2014 |
| Liga Premier de Kazajistán | F. C. Kairat | Kazajistán | 2020 |
| Liga Premier de Kazajistán | F. C. Astana | Kazajistán | 2022 |
| Supercopa de Kazajistán    | F. C. Astana | Kazajistán | 2023 |